# Jomos

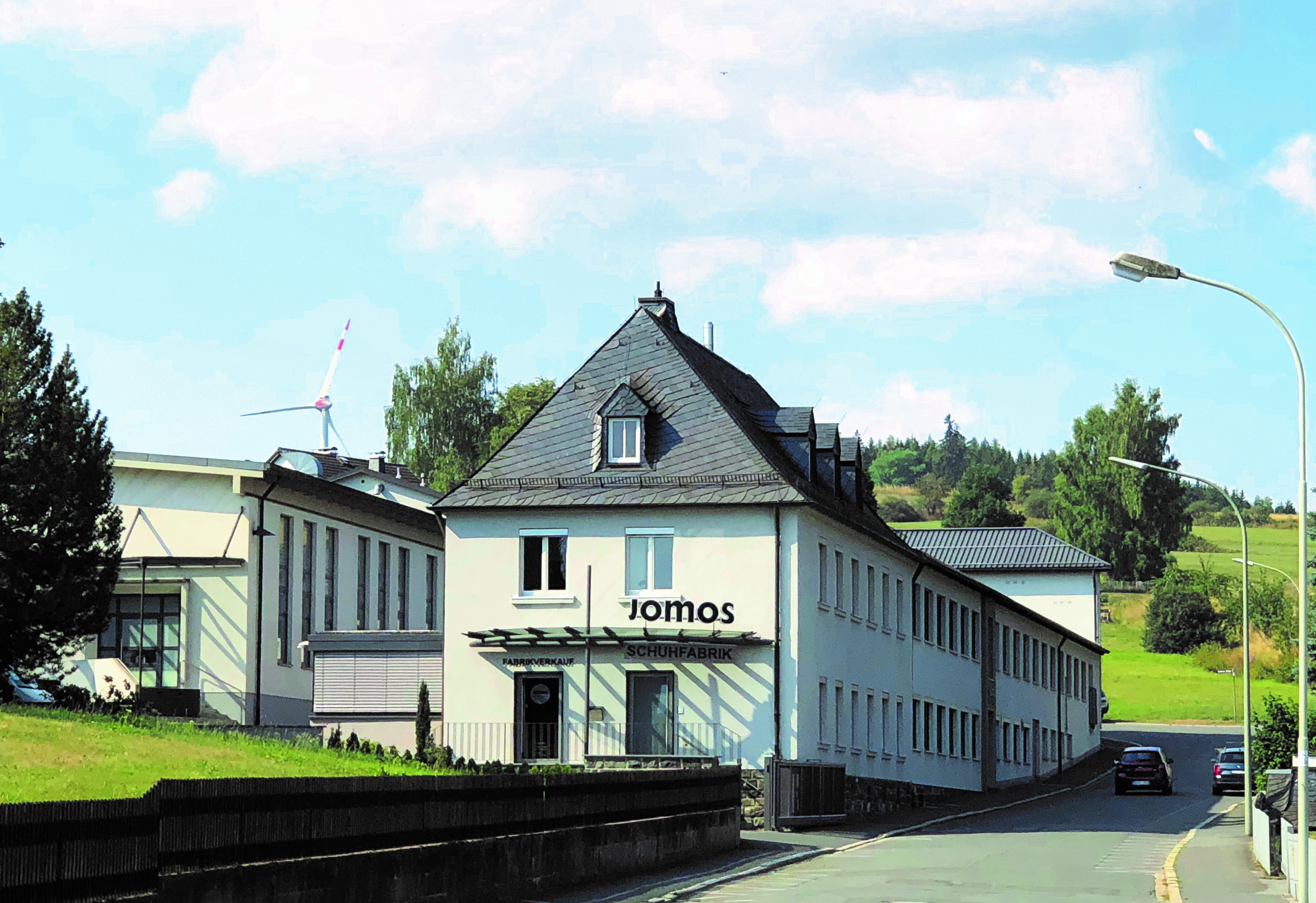
Firmensitz in der Garlesstraße 27 in Selbitz

Die heutige Jomos Schuhfabrik Wilhelm Mohr GmbH & Co. KG (Eigenschreibweise: JOMOS) ist eine der letzten in Deutschland produzierenden Schuhfabriken. Die Firma wurde 1928 in Selbitz im Hofer Land von Johann Mohr gegründet. Produziert werden alle Schuhe der Marke Jomos (JOhann MOhr Selbitz) in Selbitz.

## Geschichte
Im Jahr 1928 gründete Johann Mohr die Firma in Selbitz am Standort in der Garlesstraße. Damals wurden 600 Paar Schuhe im Jahr produziert. Von 1945 bis 1970 leitete sein Sohn, Wilhelm Mohr, die Firma.
Im Jahr 1970 übernahm Helmut Mohr mit damals 23 Jahren die Jomos-Schuhfabrik von seinem Vater. Unter seiner Führung wuchs die Produktion von zwischenzeitlich 50.000 Paar Schuhen auf knapp 600.000 Paar im Jahr an, was nach eigenen Angaben „2006 die meisten Herrenschuhe in Deutschland“ waren.
Sein Engagement bezüglich christlicher Werte, arbeitnehmerfreundlicher Arbeitszeiten und der Bezahlung fairer Löhne bei den Zulieferern wurde im Februar 2011 vom Kongress christlicher Führungskräfte mit einem Preis geehrt.
Seit 2021 leitet sein Bruder Werner Mohr zusammen mit seinen Töchtern Anne Teutsch-Mohr und Eva-Maria Müller-Mohr das Familienunternehmen.